# Polyommatus samudra
Polyommatus samudra är en fjärilsart som beskrevs av Moore 1874. Polyommatus samudra ingår i släktet Polyommatus och familjen juvelvingar. Inga underarter finns listade i Catalogue of Life.